# Mesotritia dissimilis
Mesotritia dissimilis är en kvalsterart som beskrevs av Hammer 1977. Mesotritia dissimilis ingår i släktet Mesotritia och familjen Oribotritiidae. Inga underarter finns listade i Catalogue of Life.